# Sivatagi sólyom (film)
A Sivatagi sólyom (eredeti cím: Desert Kickboxer) 1992-ben bemutatott amerikai akció-filmdráma, melynek forgatókönyvírója és rendezője Isaac Florentine. A főszerepben John Newton, Paul L. Smith és Judie Aronson látható. 
A filmet 1992. október 14-én mutatták be az Egyesült Államokban, Dél-Koreában pedig november 28-án. Magyarországon DVD-n jelent meg szinkronizálva.

## Cselekmény
Joe Nighthawk (más néven „Sólyom”) volt nagyvárosi rendőrtiszt egyedül él egy karavánban a mexikói-amerikai határon. A rendőrséget egy trauma miatt hagyta ott - kick-boxolóként az egyik meccsén megölte az ellenfelét. A férfi ezután visszatért navahó gyökereihez, az arizonai sivatagba, ahol navahó nagyapja nevelte fel.
A helyi rendőrséggel való együttműködésből él, amelyet Larry seriff képvisel, és a harcművészetekben való jártasságának és a sivatagban való túlélési képességének köszönhetően (amit indián származásának köszönhet) kábítószercsempészek nyomába ered. Emlékei arról az éjszakáról, amikor megölte ellenfelét a ringben, egyre gyakrabban kezdik gyötörni, ezért egy újabb letartóztatás után úgy dönt, hogy visszavonul.
A seriff rábeszélésére azonban beleegyezik, hogy részt vegyen egy utolsó akcióban, amelyért az FBI nagy jutalmat tűzött ki. Feladata, hogy megtalálja egy mexikói gengszter, Santos egykori könyvelőjét, Claudiát és testvérét, Anthonyt, akikért a maffiózó nagy pénzjutalmat is kitűzött. Amikor elvállalta a munkát, a nő semmit sem tudott Santos bűnözői tevékenységéről, aki hivatalosan lótenyésztőként tevékenykedett. Amikor rájött munkaadója üzletének valódi természetére, 20 millió dollárt utalt át a férfi svájci számlájáról a sajátjára, és a sivatagon keresztül az Egyesült Államokba szökött a testvérével.
Joe könnyedén megtalálja a két szökevényt, és megmenti az életüket Santos gengsztereitől és a sivatagi banditáktól, akiknek a vezetője megpróbálja megerőszakolni Claudiát, és súlyosan megsebesíti Anthonyt. Mindkettőjüket a lakókocsijához kíséri, amely szerinte biztonságos menedéket nyújt a szökevényeknek. Claudia nagyon csinos nő, és hamar komoly érzelmek alakulnak ki közte és Joe között. Larry seriffről azonban kiderül, hogy áruló és Santos által fizetett ember - a csempészek letartóztatásai nem voltak mások, mint Santos ellenfeleinek kiiktatása. Larry elviszi Santost és banditáit Joe lakókocsijához, és Claudia és testvére mellett őt is átadja az üldözőiknek. 
Claudiát elrabolják - Santos mindenáron vissza akarja kapni a 20 millióját -, a bátyja meghal a keze által, Joe-t pedig fejbe lövik. A haláláról meggyőződött Santos úgy fejezi be a balesetet, hogy felgyújtja a lakókocsit, és kicsavarja a gázpalackok csapjait. Sólyom valami csodával határos módon túléli a lövést, és sikerül kijutnia a csapdából. Tisztességesen eltemeti Anthonyt és a bosszúvágytól és mindenekelőtt attól a vágytól fűtve, hogy visszaszerezze szerelmét, Joe egy rajtaütés során elfogja a seriff rendőrautóját, amelynek csomagtartójában egy szállítmány kábítószer van, és cserét ajánl Santosnak: a lányt a lefoglalt kábítószerért cserébe. Santos beleegyezik, és kíséretével együtt megérkezik a csere helyszínére. Sólyom egyesével végez a banda tagjaival, Santost és legjobb emberét, Brunót utoljára hagyva. 
Itt párbajra kerül sor Joe és Santos és gorillái között. 
Santosba kést hajít, a szintén kiváló kickbox stílussal rendelkező Brunóval felveszi a harcot, akit végül életben hagy. A haldokló Santos megpróbálja lelőni Sólymot, de ő Brunót maga elé rántja és Santos őt találja el, Santost viszont Claudia lövi le.
Sólyom és Claudia együtt hagyják el a sivatagot.

## Szereplők
| Szerep                 | Színész          | Magyar hang       |
| ---------------------- | ---------------- | ----------------- |
| Joe Highhawk, „Sólyom” | John Newton      | Bor Zoltán        |
| Santos                 | Paul L. Smith    | Kisfalussy Bálint |
| Claudia Valenti        | Judie Aronson    | Fazekas Zsuzsa    |
| Anthony Valenti        | Sam DeFrancisco  | Kassai Károly     |
| Bruno                  | Michael M. Foley | Szokolay Ottó     |
| Larry seriff           | Biff Manard      | Kristóf Tibor     |
| Paul                   | Robert O'Reilly  | Vass Gábor        |

## Fordítás
- Ez a szócikk részben vagy egészben  a   Pustynny Jastrząb című lengyel Wikipédia-szócikk fordításán alapul.  Az eredeti cikk szerkesztőit annak laptörténete sorolja fel. Ez a jelzés csupán a megfogalmazás eredetét és a szerzői jogokat jelzi, nem szolgál a cikkben szereplő információk forrásmegjelöléseként.